# Henoh
Henoh, svetopisemski očak, Metuzalemov oče (glej rodovnik Adamovega sina Seta).
Po Svetem pismu naj bi dosegel starost 365 let.
»Potem, ko se mu je rodil Matuzalem, je Henoh hodil z Bogom še tristo let.« (1 Mz 5,22) 